# Stanwick St John
Stanwick St John è un paese della contea del North Yorkshire, in Inghilterra.